# Procambarus bivittatus
Procambarus bivittatus är en kräftdjursart som beskrevs av Hobbs 1942. Procambarus bivittatus ingår i släktet Procambarus och familjen Cambaridae. IUCN kategoriserar arten globalt som livskraftig. Inga underarter finns listade i Catalogue of Life.